# Makovnjača
Makovnjača je kolač od dizanog tijesta. Sam naziv kolača dolazi iz osnovnog nadjeva maka. 

## Priprema
Uzašlo se tijesto razvalja i premaže nadjevom od mljevenog maka. Kolač se savija i pečen pospe sitnim šećerom. Makovnjača se priprema u Hrvatskoj, Mađarskoj, Srbiji, Poljskoj Sloveniji i Bosni i Hercegovini.